# Urashima Taro

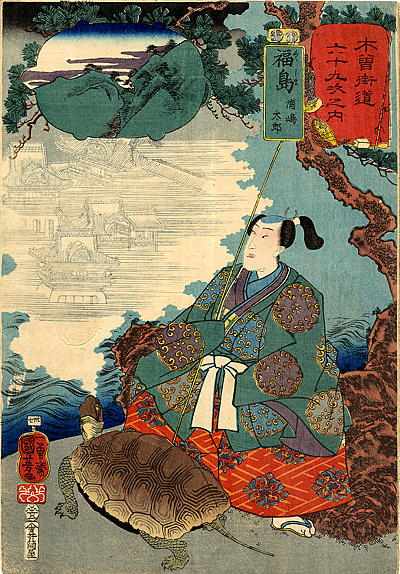
Retrato de Urashima Tarō feito por Utagawa Kuniyoshi.

Urashima Taro (浦島太郎) é um pescador, personagem principal de uma famosa lenda do folclore japonês.

## Origens
O nome Urashima Taro é mencionado pela primeira vez durante o Período Muromachi (século XV), no livro Otogizōshi, mas a história é muito mais antiga, datando do Período Nara (século VIII). Em livros antigos, tais como Nihon Shoki, Man'yōshū e Tango Kuni Fudoki (丹後国風土記), Urashima Taro é referido como Urashimako, embora a lenda seja a mesma. Isto representa uma mudança na maneira de se atribuir nomes no Japão; em eras anteriores, -ko (criança) era usado para nomes tanto masculinos como femininos, enquanto que em eras mais recentes é utilizado mais como componente de nomes femininos, sendo comumente substituído por -tarou, (lit.: grande juventude) para nomes masculinos.

## Lenda

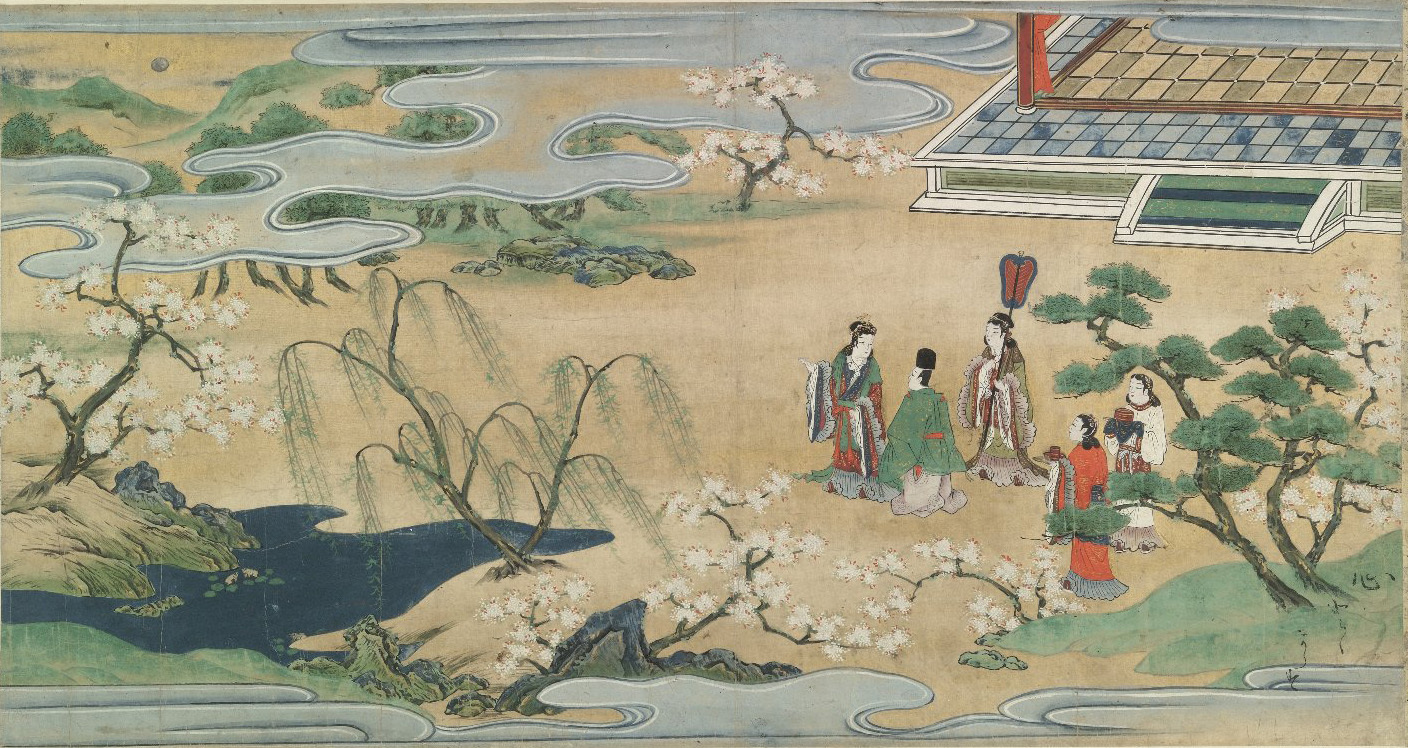
Urashima e a princesa fora do palácio

Urashima Taro era um pescador japonês que um dia salvou uma tartaruga que estava sendo maltratada na praia por alguns rapazes. Tarō a salvou dos meninos e retornou-a ao mar.
No dia seguinte, uma tartaruga enorme se aproximou dele e lhe disse que a pequena tartaruga que ele salvara era na verdade a filha do Imperador do Mar, que gostaria de vê-lo e agradecer-lhe. Ela permitiu que ele subisse em suas costas e, através de magia, fez surgir brânquias em Taro para que ele pudesse respirar debaixo d'água. Assim pôde levá-lo a uma viagem para conhecer o fundo do mar e o palácio do rei-dragão, Ryūgū-jō (竜宮城 ou 龍宮城). Lá o pescador se encontrou com o imperador e com a sua filha, a pequena tartaruga, que agora estava transformada em uma bonita princesa.

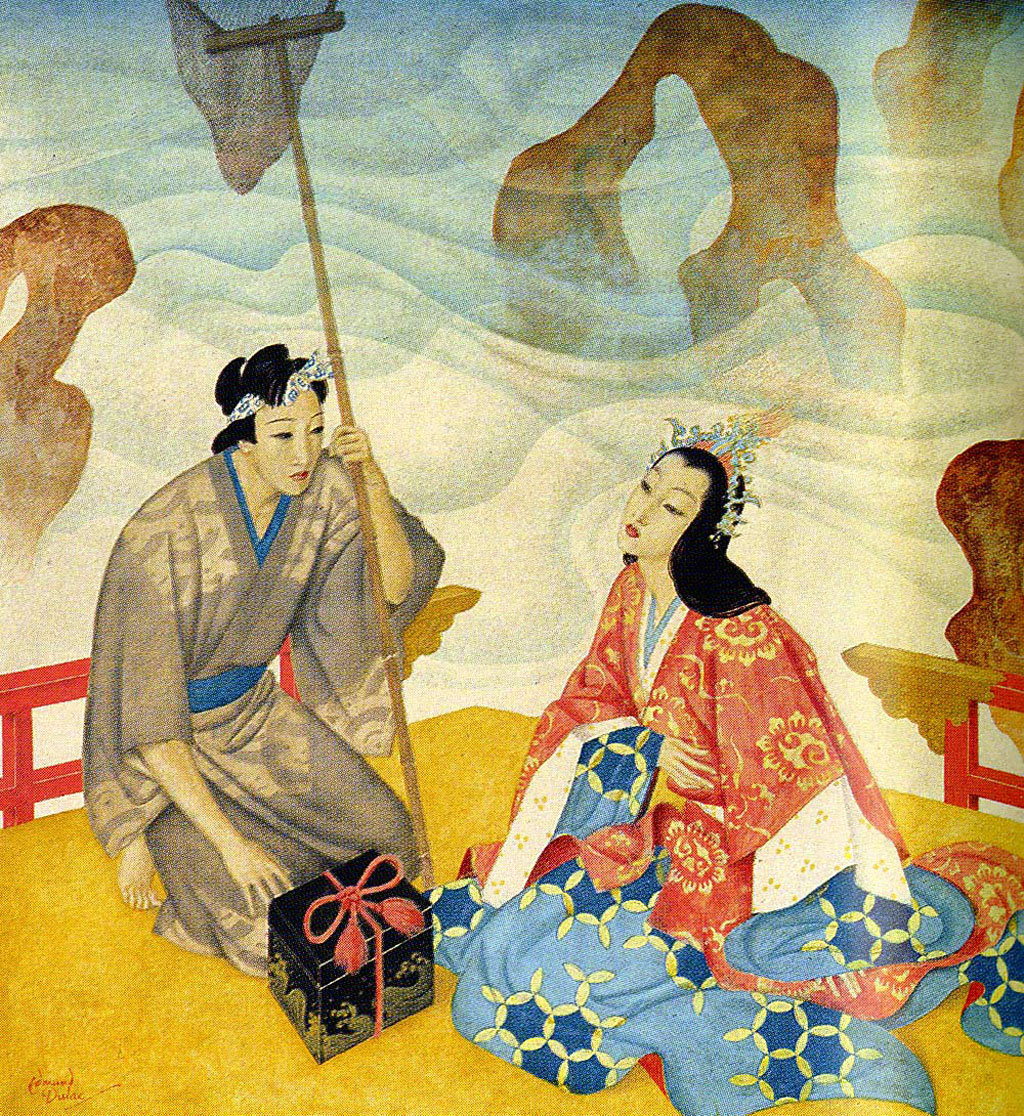
Ilustração de Urashima Tarō feita por Edmund Dulac.

Taro ficou no palácio como hóspede de honra e muitas festas foram feitas em sua homenagem. Assim foram se passando os dias. Embora feliz nas águas marinhas, Urashima começou a sentir saudades de sua terra natal e de seus parentes, e pediu para voltar. Ao partir, recebeu da princesa uma arca de presente, com a promessa de que só a abrisse quando ficasse bem velho e de cabelos brancos.
Ao chegar em sua cidade não a reconheceu, pois estava tudo muito mudado. Ele não conseguiu reconhecer nenhuma das pessoas da vila, os lugares já não eram mais os mesmos.
Começou a perguntar se ninguém conhecia um pescador chamado Urashima Tarō. Algumas pessoas disseram que tinham ouvido falar de alguém com esse nome, que havia desaparecido no mar muitos anos antes. Taro acabou descobrindo que haviam se passado trezentos anos desde o dia em que havia decidido ir ao fundo do mar.
Tomado de grande tristeza, foi para a beira do mar na esperança de reencontrar a tartaruga, mas desesperou-se porque esta demorava e acabou abrindo a caixa que a princesa lhe havia oferecido. De dentro dela saiu uma nuvem de fumaça branca, que o envolveu. De repente, seu corpo tornou-se velho e enrugado, nasceu-lhe uma longa barba branca e suas costas curvaram-se com o peso de tantos anos. E do mar veio a voz doce e triste da princesa: "Eu lhe disse para não abrir a caixa. Nela estavam todos os seus anos …"
A caixa continha a "eterna juventude" de Urashima Taro e o pescador, sem reconhecer seu valor, deixou-a ir-se para sempre.

## Mídia
Em março de 2008, foi descoberta uma adaptação em anime intitulada Urashima Tarō, criada em 1918.
A história foi utilizada no Brasil na década de 1960, em campanha publicitária da Varig para promover os primeiros voos diretos entre o Rio de Janeiro e Tóquio. A campanha foi produzida pela Lynxfilm e criada por Ruy Perotti. A música-tema cantada por Rosa Miyake ficou famosa em todo o Brasil.
Urashima Taro é uma das histórias compiladas no livro ilustrado Turma da Mônica: Lendas Japonesas, publicado pela Editora JBC em 2020 .